# حسین صمصامی
حسین صمصامی مزرعه آخوند (زادۀ ۱۳۴۶ نجف) سیاستمدار و اقتصاددان نهادگرای ایرانی، استادیار گروه اقتصاد دانشگاه شهید بهشتی و نماینده دورۀ دوازدهم مجلس شورای اسلامی از حوزۀ انتخابیه تهران، ری، شمیرانات، اسلامشهر و پردیس است. او در سال ۱۳۸۷ برای مدتی سرپرست وزارت امور اقتصادی و دارایی بود اما برای وزارت به مجلس معرفی نشد. وی در سال ۱۳۹۸ به سمت قائم‌مقام رئیسِ کمیته امداد منصوب شد.
صمصامی پایان‌نامه دکتری خود را با عنوان «الگویی برای محاسبه نرخ مناسب ارز در دوران اصلاح ساختار ایران» به استاد راهنمایی محمدناصر شرافت جهرمی دفاع کرده و روی این مسئله متمرکز است و مقالات متعددی نیز در این زمینه منتشر کرده است. به گفته او بازار آزاد ارز یک بازار فاسد، جعلی و محل نفوذ دشمن است و تا جمع نشود قیمت افزایشی و ثبات در بازار ارز نیست. مهم‌ترین ایده اقتصادی صمصامی این است که قیمت دلار در ایران واقعی نبوده و تابع تورم نیست و باید طبق فرمولی که پیشنهاد داده دولت قیمت گذاری کرده و تخصیص دهد و بازار آزاد ارز (داخل کشور) حذف شود و بدین شکل تورم به شکل پایدار کنترل می‌شود و چون قیمت پیشنهادی همیشه بسیار پایین‌تر از قیمت تعادلی بوده به آقای دلار ارزان نیز مشهور است. او دلار و سایر ارزهای خارجی را مانند دیگر کالاها در اقتصاد داخلی مشمول اثر نرخ تورم نمی‌داند و اینکه تورم بالا و بهره‌وری پایین استفاده از منابع موجب کاهش ارزش ریال می‌شود را رد و برعکس بر این باور است که قیمت غیر واقعی دلار است که موجب افزایش نرخ تورم می‌شود. از این رو با این که خود را اصول‌گرا معرفی می‌کرد و منتقد دولت حسن روحانی، با جدیت از اقدام برای اجرای سیاست تخصیص دلار ۴۲۰۰ تومانی (موسوم به ارز جهانگیری)، نحوه محاسبه قیمت و نحوه تخصیص آن در ابتدای کار تنها با این نرخ حمایت کرد و در مصاحبه‌های متعدد نسبت به تلاش برای حذف آن در دولت ابراهیم رییسی که از سر اجبار بعد از به کسری منابع ارزی خوردن بود ابراز مخالفت کرد و ریشهٔ افزایش تورم در دولت وی را همین اقدام می‌داند.
در مورد سیاست رفاهی و اقتصاد انرژی، صمصامی در رویکردی مشابه مخالف طرح هدفمند سازی یارانه‌ها که مرحله اول آن در دولت اصولگرای احمدی‌نژاد اجرا شد است و می‌گوید: «اقتصاد ما با هدفمندی زخمی شد». او تلاش برای تغییر سیستم پرداخت یارانه‌ها از کالایی به نقدی با هدف عادلانه پرداختن یارانه‌ها همراه اصلاح بازارها در این طرح را موجب بدتر شدن وضعیت فقرا دانسته و دلیل آن را تورم ایجادی اینکار معرفی می‌کند و برآورد بانک مرکزی که اجرای مرحله اول آن کمتر از ۵٪ تورم ایجاد کرد را بدون ارائه برآورد خود از تورم ایجادی رد می‌کند و ایجاد تورم‌های بالایی را به اینکار نسبت می‌دهد. او اثرات ضد تورمی میان مدت و بلند مدت این طرح ناشی از افزایش بهره‌وری اقتصادی که در برآورد تورم ایجادی بانک مرکزی نیز نیامده را قبول ندارد.
صمصامی در تحقیقی که بعدها انتشار عمومی یافت پیش‌بینی کرده بود با اجرای این طرح با فرض ثبات سایر شرایط در مدل هدفمندسازی یارانه‌ها همراه با پرداخت نقدی، ابتدا ضریب جینی از ۳۹٪ به ۳۵٪ کاهش یافته و سپس در سال ۱۳۹۰ دوباره به ۴۲٪ افزایش می‌یابد، پس اثر خالص این طرح افزایش ضریب جینی (نابرابری اقتصادی) می‌شود. اما در عمل با وجود رخ دادن تحریم‌های شدید سال ۱۳۹۰، در نتیجه این طرح شاخص ضریب جینی به روند کاهشی خود تا سال ۱۳۹۳ ادامه داد، رکورد برابری اقتصادی را با ضریب جینی ۳۶٪ زد و سپس با توقف اجرای این طرح شیب نمودار آن افزایشی شد.

## سرپرستی در وزارت اقتصاد
بعد از استعفای دانش‌جعفری از ریاست وزارت اقتصاد در اردیبهشت ماه سال ۱۳۸۷، رئیس‌جمهور به سفارش پرویز داوودی، صمصامی را به عنوان سرپرست وزارت اقتصاد معرفی کرد. دوره سرپرستی او در وزارت اقتصاد به علت ورود مجلس هشتم به تعطیلات تابستانی از ۳ ماه قانونی فراتر رفت و دولت برای ادامه انجام مسئولیت او در این سمت از رهبر انقلاب کسب مجوز ادامه کار کرد.
صمصامی در دوره سه‌ماهه فعالیت خود در این وزارت‌خانه با رئیس‌جمهور دچار چالش شد که یکی از علت‌های آن تجربه ناموفق حضور صمصامی در جلسه کمیسیون اقتصادی مجلس بود که موجب عدم رضایت اعضا به دلیل بی‌برنامگی و عدم پاسخگویی او به سوالات این کمیسیون بود. مسائل اختلافی پیش آمده در این مدت بین صمصامی و بقیه تیم اقتصادی و رئیس‌جمهور شامل طرح پیشنهادی صمصامی برای ادغام بانک‌های تجاری کشور برای حل مشکلات سیستم بانکی، برکناری سید حمید پورمحمدی از وزارت اقتصاد به دلیل اختلاف نظر با صمصامی در مورد ادغام بانک‌ها که با دستور رئیس‌جمهور به وزارت اقتصاد بازگشت، جمع‌آوری اطلاعات بانکی در وزارت اقتصاد به جای بانک مرکزی و گزارش اطلاعات غلط بانکی که منتهی به تهدید احمدی‌نژاد به استعفا شد و موضوع نحوه تعیین نرخ سود بانکی در کشور بود که صمصامی بر این باور بود که هیچ رابطه‌ای بین نرخ سود بانکی و تورم نیست. او می‌گفت رئیس‌جمهور خود راساً می‌تواند نرخ سود بانکی را تعیین و کاهش دهد.
پس از آنکه محمود احمدی‌نژاد او را به مجلس معرفی نکرد، از شرکت در مراسم تودیع و معارفه نیز خودداری کرد.

##### دلیل وزیر نشدن
صمصامی در سال ۱۳۹۷ دلیل کنار گذاشتن پرویز داودی (و خود او) توسط رئیس‌جمهور دولت نهم و دهم و جایگزینی با شمس‌الدین حسینی و سایرین را این می‌داند که برای او مسلم است احمدی‌نژاد به دنبال رفع مشکلات معیشتی مردم نبود و به گفته او «یارانه‌ای هم که به مردم داد (طرح هدفمندسازی یارانه‌ها) به خاطر ایجاد عدالت نبود، بلکه هدف وی این بود که مردم را نمک‌گیر خود کند» و افرادی که جایگزین کرد گوش به فرمان بوده و اطاعت تام از احمدی‌نژاد داشتند و برای همین جایگزین شدند تا خواسته‌هایش را عملیاتی کنند. او بیان می‌کند که احمدی‌نژاد دیگر یک مهره سوخته است و نباید در موردش خبر منتشر کرد و وی را باید در یک بایکوت خبری قرار داد.

## عملکرد و دیدگاه‌ها
حسین صمصامی در اقتصاد علت اصلی تورم را نرخ ارز می‌داند و معتقد است هیچ رابطه‌ای بین سود بانکی و تورم نیست. او در دوره سرپرستی وزارت اقتصاد که قیمت ارز در بازار در حدود ۹۰۰ تومان بود بیان کرد طبق بررسی‌هایی که انجام داده نرخ واقعی ارز ۴۵۰ تومان است و معتقد است دولت و بانک مرکزی باید با اعمال محدودیت تجاری این کاهش نرخ را اعمال کنند. او به عمل ارز پاشی دولت با عواید نفتی در بازار، صنعت زدایی و بیماری هلندی، حمایت از نرخ ارز ارزان می‌گفت. صمصامی در سال ۱۳۹۲ مخالف تک نرخی سازی ارز و توقف تخصیص ارز دولتی با نرخ ۱۲۲۶ تومان، در پایان دهه ۹۰ شمسی از تأیید کنندگان روش محاسبه و تعیین نرخ دلار ۴۲۰۰ تومانی بود و در سال ۱۴۰۲ که قیمت ارز در بازار آزاد نزدیک ۶۰ هزار تومان شد معتقد بود طبق محاسباتش قیمت ارز باید زیر ۲۰ هزار تومان باشد.

### سیاست ارزی و تجاری
صمصامی فرمولی برای تعیین قیمت (دولتی) نرخ برابری ارزهای خارجی با ریال معرفی کرده که در آن خواهان اعمال مجموعه‌ای از محدودیت‌های تجاری در صادرات و واردات، حذف بازار آزاد ارز (داخل کشور) و سپس اعمال این نرخ ارز که طبق فرمول پیشنهادی وی تعیین شده است و معمولاً این نرخ بسیار پایین‌تر از نرخ بازار آزاد بوده و نیازمند تخصیص عواید ارزی کشور توسط دولت به این نرخ است. او علت اصلی تورم را «نرخ ارز» می‌داند. به عقیده صمصامی نرخ واقعی دلار کمتر از نرخ‌های موجود است.

#### تعیین نرخ ارز در زمان سرپرستی وزارت اقتصاد
در روزهای ابتدایی که صمصامی به عنوان سرپرست وزارت امور اقتصادی و دارایی منصوب شد او بحث بالا بودن غیر واقعی قیمت ارز (دلار) را به شکل عمومی مطرح کرده و چنین گفت: «در بررسی که من انجام داده‌ام ارزش دلار ۴۵۰ تومان است.» این در شرایطی بود که با وجود تورم دو رقمی، قیمت دلار بازار آزاد از سال ۱۳۷۹ و قیمت رسمی از سال ۱۳۸۱ در حدود ۹۰۰–۸۰۰ تومان با ارزپاشی دولت‌ها ثابت نگه داشته شده بود. در این مصاحبه صمصامی در پاسخ به این سؤال که آیا از روش قدرت خرید پول برای محاسبه ارزش دلار استفاده کرده‌اید، اظهار داشت: «این روش منسوخ شده و من با استفاده از مدلهای جدید برآورد کرده‌ام که ارزش دلار در برابر ریال بسیار کمتر از این مقادیر است. بخش عمده ای از صادرات کشور ارتباطی به ارزش دلار ندارد و آن بخشی از صادرات غیرنفتی نیز که به ارزش دلار وابسته است را می‌توان با جوایز صادراتی جبران کرد.»
تمایل صمصامی به سرکوب و کاهش قیمت ارز با اعمال ممنوعیت‌های تجاری و ارز پاشی در بازار با عواید صادرات نفتی (که آن را در ادبیات اقتصادی بیماری هلندی یا صنعت زدایی می‌نامند) از دلایل اختلاف شدید وی با طهماسب مظاهری، رئیس بانک مرکزی وقت شد. او در این دوره در پاسخ به وعده نصف کردن قیمت ارز و دلار تا ۴۵۰ تومان توسط صمصامی می‌گوید «برخی معتقدند دلار باید ارزان شده و به ۳۰۰ تا ۷۰۰ تومان برسد. گروهی دیگر می‌گویند دلار هر چقدر که می‌تواند باید بالا رود اما باید به این نکته توجه داشت که اگر فرض کنیم قیمت دلار پایین‌تر از آنچه قیمت منطقی است در بازار عرضه شود خروج ذخایر ارزی از کشور صورت خواهد گرفت و این به ضرر اقتصاد ملی است چرا که نباید در اقتصاد خودزنی کرد.» او در ادامه می‌گوید کشور ارز مجانی ندارد که بخواهد قیمت را در بازار (با ارزپاشی) به شدت پایین آورد.

#### طرح ۶ ماده‌ای برای کاهش نرخ ارز
صمصامی در سال ۱۴۰۲ علاوه بر بیان اینکه قیمت ارز طبق محاسبات او باید زیر ۲۰ هزار تومان باشد، برای این کاهش قیمت طرح ۶ ماده‌ای کاهش نرخ ارز را معرفی کرد که بر اساس سیاست ارزی تعیین نرخ ۴۲۰۰ برای تثبیت ارز در سال ۱۳۹۷ است. به گفته صمصامی در سال ۱۳۹۷ این سیاست به شکل علمی و درست اجرا نشد. این شش ماده بدین صورت هستند:
۱ـ محاسبه قیمت دلار دولتی: اینکار مثل سال ۱۳۹۷ ولی بر اساس یک منطق علمی صورت گیرد.
۲ـ جمع کردن بازار آزاد ارز: وی می‌گوید «برای جمع کردن بازار آزاد ارز باید یک اجماعی صورت گیرد که همه دستگاه‌های حاکمیتی از نیروی انتظامی گرفته تا قوه قضائیه و دستگاه‌های نظارتی و اطلاعاتی پای کار بیایند و یک راهبرد مشترک در این رابطه شکل بگیرد و خروجی آن این شود که یک نرخ برای ارز (نرخی که در مرحله اول به شکل دستوری با سرکوب قیمت و پایین‌تر از قیمت توافقی و بازاری آن تعیین شده) در کشور وجود داشته باشد.» در ایران در دهه ۶۰، ۷۰، سال ۱۳۹۰ و ۱۳۹۷ تلاش برای تثبیت نرخ دولتی ارز بدین شیوه انجام شد ولی موفق نبود و حتی با جلوگیری از ایجاد بازار آزاد ارز و اعلام نرخ در داخل مرزهای کشور، بازار مبادله ریال و ارزهای دیگر در خارج کشور (به خصوص در دبی و استانبول) تشکیل می‌شد.
وی در مورد مختصات این تک نرخی کردن قیمت ارز می‌گوید: «تک نرخی کردن نه بر اساس قیمت بازار آزاد بلکه بر اساس قیمتی که مناسب تولید باشد و منجر به کنترل تورم شود. منتها وقتی این نرخ تعیین شد دیگر قرار نیست که ارز به عده‌ای بدهیم که بروند آنتالیا برای خوش‌گذرانی یا به واردکننده بدهیم که مثلاً قهوه‌جوش وارد کند. این ارز باید به واردات مواد اولیه تولید و کالاهای سرمایه‌ای اختصاص یابد.»
۳ـ اعمال محدویت بر تجارت خارجی: دولت از اختیارات خود در نظام تثبیت دولتی نرخ ارز استفاده کند و با عدم تخصیص ارز به کالاهای غیرضرور تشخصیص داده شده مانع واردات این کالاها شود.
۴ـ اجرای پیمان سپاری کامل ارزی: صادر کنندگان مکلف به پیمان سپاری کامل ارزی می‌شوند. در شرایط تحریم که نظارتی بر موادی وارداتی ارز با دور زدن تحریم وجود ندارد علاوه بر آنکه پیمان سپاری ارزی موجب کاهش صادرات و فرار سرمایه به صورت فرار ارز محصولات صادراتی از کشور می‌شود، اجرای کامل اینکار در شرایط تحریم به دلیل نبود نظارت مؤثر دولتی بر فرایند پرداخت ارز، به شکل کامل غیرقابل اجرا و غیرممکن است و نمی‌توان جلوی اظهار خلاف واقع از ارزش و میزان واردات و صادرات انجام شده را گرفت.
۵ـ سامان دهی و برخورد با صرافی‌ها: به گفته صمصامی «در کنار پیمان‌سپاری ارزی باید فعالیت صرافی‌ها را نیز ساماندهی کنیم چرا که بدون شک یکی از عواملی موجب نابسامانی و اخلال در نظام ارزی کشور می‌شود، اقدامات مخرب صرافی‌ها در کشور است.»
۶ـ پیوست رسانه ای:

#### تخصیص دلار ۴۲۰۰ تومانی و حذف آن
حسین صمصامی در سال ۱۳۹۸ بیان می‌کند که اقدام برای اجرای سیاست تثبیت نرخ برابری دلار در ۴۲۰۰ تومان درست بوده و از اقدام به اجرای آن حمایت می‌کند و نه نحوه اجرای آن که بعداً از اصرار بر روی تخصیص ارز دولتی تنها به این نرخ دست برداشتند و بازار آزاد دوباره ملاک قرار گرفت و طبق محاسبات خود او توسط مدل ابتدائی وی که در کتاب «جعبه سیاه تضعیف ریال» بیان کرده، در زمان اجرای این سیاست نرخ مناسب دلار ۴۳۰۰ تومان بوده و بدین ترتیب به نرخ تعیین شده بوده است.
صمصامی در زمان بررسی بودجه سال ۱۴۰۰ در خصوص طرح مجلس برای حذف ارز ۴۲۰۰ تومانی بیان می‌کند طرح حذف تخصیص دلار ۴۲۰۰ تومانی به وارد کنندگان یک دام برای مجلس است. بازار آزاد ارز یک بازار فاسد، جعلی و محل نفوذ دشمن است و تا جمع نشود، ارز محاسباتی ۱۷۵۰۰ باعث افزایش قیمت دلار آزاد به ۳۰ هزار تومان می‌شود. اشتباه مهلک احمدی‌نژاد را تکرار نکنیم.

### سیاست تخصیص ارز به واردکنندگان نهاده تولید مرغ و پیش‌بینی قیمت
صمصامی قبل از حذف تخصیص ارز ۴۲۰۰ تومانی در خرداد ۱۴۰۱، در مصاحبه با خبرگزاری تسنیم و همچنین در مناظره در برنامه تلویزیونی جهان آرای صدا و سیمای ایران با موضوع «ارز ۴۲۰۰ تومانی: آری یا نه؟» بیان کرد تخصیص این نرخ ارز برخلاف نظر برخی کارشناسان برای بسیار کالاها خیلی هم به هدف اصابت کرده و اگر حذف شود مثلاً قیمت گوشت مرغ که در حال حاضر (۵ فروردین ۱۴۰۱) با ارز ۴۲۰۰ تومانی به مردم کیلویی ۲۴ یا ۲۵ تومان می‌دهیم، بعد از حذف تخصیص آن به کیلویی ۷۰ تا ۸۰ هزار تومان و تخم‌مرغ را که مثلاً الآن داریم ۴۰ تومان می‌دهیم به بالای ۱۰۰ تومان می‌رود. قیمت مرغ کامل بسته‌بندی کیسه‌ای در بازار در این تاریخ در فروردین ۱۴۰۱ برابر کیلویی ۳۵–۳۱ هزار تومان بود و نه ۲۴ هزار تومان. در ادامه صمصامی قبل از اقدام دولت و بانک مرکزی برای حذف تخصیص این ارز با انتشار جدولی در رسانه‌ها پیش‌بینی خود از نتایج حذف ارز ۴۲۰۰ تومانی را بیان کرد که در آن ذکر شده بود بعد از حذف ارز ۴۲۰۰ تومانی قیمت تمام شده تولید مرغ به کیلویی ۸۵ هزار تومان و طبیعتاً برای مصرف‌کننده بسیار بیشتر از این مقدار می‌شود. بعد از حذف تخصیص ارز ۴۲۰۰ تومانی در خرداد ماه ۱۴۰۱ قیمت مرغ گرم کیسه‌ای با یک جهش قیمتی افزایش یافت و در مرداد ماه به ۵۵٫۹۰۰ هزار تومان رسید و در ادامه تا دی و بهمن این جهش قیمت کاهشی شد و به ۵۱٫۵۰۰ تومان رسید که به معنای یک جهش ۲۰ هزار تومانی قیمت هر کیلو مرغ گرم بود.
منتقدان صمصامی معتقدند این سیاست تخصیص ارز دولتی ارزان به وارد کنندگان با وعده تأمین ارزان نهاده برای تولید مرغ و ارزان شدن مرغ برای مصرف‌کنندگان اولا سالانه میلیاردها دلار ارز برای واردات نهاده کشاورزان خارجی برای تأمین نهاده مرغداری‌ها تخصیص داده و فساد گسترده‌ای نیز بخاطر روش اشتباه تخصیص به اول زنجیره تولید موجب شد و ثانیاً تأثیری بر قیمت واقعی و دلاری خرید هر کیلوگرم مرغ توسط مردم عادی نداشت و قیمت دلاری آن قبل از بعد از تخصیص این ارز تغییر محسوسی نکرده و سیاستی دو سر باخت برای ملت ایران رقم زد.
برخی از فعالان صنعت طیور با صمصامی هم عقیده بودند. پرویز فروغی کارشناس حوزه دام و طیور در خصوص حذف ارز ترجیحی در سال ۱۴۰۱ گفت: مقداری از ارز ترجیحی به بیراهه رفت اما اینکه بگوییم همه آن اینطور بوده است غلط است. نهاده‌های مرغداری‌ها با این ارز تأمین می‌شد و اگر شما ارز ترجیحی را حذف کنید تورم زیادی را ایجاد خواهد کرد. موضوع انحراف چیزی نیست که دولت بخواهد به آن علت ارز ترجیحی را حذف کند. اینکه عده‌ای بخواهند از واردات حمایت کنند باید به فکر مرغداری‌های داخل نیز باشید. فرض کنید کسی ۱۰۰ تا ۲۰۰ تن نهاده تأمین می‌کند اگر ناگهان قیمت نهاده به این میزان افزایش پیدا کند، قیمت مرغ به بیش از ۷۰ هزار تومان خواهد رسید مگر ممکن است با این کار قیمت تنها ۱۰ درصد افزایش پیدا کند؟
بعد از حذف تخصیص ارز ۴۲۰۰ تومانی در خرداد ماه ۱۴۰۱ قیمت مرغ گرم کیسه‌ای با یک جهش قیمتی افزایش یافت و در مرداد ماه به ۵۵٫۹۰۰ هزار تومان رسید و در ادامه تا دی و بهمن این جهش قیمت کاهشی شد و به ۵۱٫۵۰۰ تومان رسید که به معنای یک جهش ۲۰ هزار تومانی قیمت هر کیلو مرغ گرم بود.
همچنین صمصامی قبل از حذف ارز ۴۲۰۰ تومانی ادعا کرد تخصیص ارز ۴۲۰۰ تومانی برای بسیاری از کالاها مثل مرغ و تخم مرغ به هدف اصابت می‌کرد و برای برخی کالاها مثل روغن خوراکی مقدار اصابت این تخصیص انجام شده به هدف کامل بود. این درحالی بود که در زمان شروع تخصیص ارز ۴۲۰۰ تومانی در فروردین ۱۳۹۷ قیمت مرغ کیلویی ۶ هزار تومان بود و هزینه نهاده و دارو مرغ به شکل رسمی با تخصیص ارز ۴۲۰۰ تومانی تأمین می‌شد و این تخصیص تا خرداد ۱۴۰۱ ادامه داشت، ولی در فروردین ماه قیمت مرغ با ۵۰۰٪ افزایش به ۳۵ هزار تومان رسیده بود. اگر تخصیص ارز ۴۲۰۰ تومانی در کاهش قیمت مرغ و تخم مرغ به هدف اصابت می‌کرد با وجود ثابت بودن نرخ تخصیص ارز به ۷۵٪ هزینه‌های تولید مرغ، قیمت آن در سبد خرید مردم ۵۰۰ درصد افزایش نمی‌یافت. نتیجه این برآورد اشتباه از میزان به هدف اصابت کردن تخصیص ارز ۴۲۰۰ تومانی، تخصیص بیش از ۷۰ میلیارد دلار ارز از ذخایر کشور با نرخ ۴۲۰۰ تومان طبق آمارهای رسمی و بیش از ۱۱۰ میلیارد دلار طبق آمارهای غیررسمی بود.
صمصامی در سال ۱۳۹۷، خود از منتقدان نارسایی شبکه توزیع گوشت وارداتی با قیمت دلار ۴۲۰۰ تومانی بود که به گفته او به دست مردم نمی‌رسد و اهداف خود در تأمین ارزان گوشت برای مردم را محقق نمی‌کند ولی در سال ۱۴۰۱ معتقد بود تخصیص ارز ۴۲۰۰ در برخی کالاها مثل گوشت و مرغ و تخم مرغ به هدف اصابت می‌کرد.

### شیوه پرداخت یارانه وهدفمند سازی یارانه‌ها
حسین صمصامی در سال ۱۳۹۳ در مصاحبه‌ای با اشاره به آغاز طرح سهمیه بندی بنزین و توزیع کارت‌های سوخت بدین منظور در سال ۱۳۸۶ بیان می‌کند در پاسخ به انتقادات در مورد غیر هدفمند بودن پرداخت یارانه بدین شکل و بدون اصلاح قیمتی که از نتایج آن پرداخت یارانه سوخت به ثروتمندان است می‌گوید بلافاصله از نعمت‌زاده، وزیر وقت صنعت خواستند تحقیقی انجام شود که نشان داد از بین مصرف‌کنندگان بنزین، حدود ۶۰ تا ۷۰ درصد آن از سوی خودروهای ارزان قیمت از جمله پیکان، پراید و وانت مصرف و ۱۵٪ مربوط به خودروهای سمند، پژو و تنها ۸٪ میزان مصرف بنزین خودروهای لوکس بوده. صمصامی از این اطلاعات نتیجه می‌گیرد که اظهارات در خصوص غیرهدفمند بودن استفاده از سوخت با صرفاً کارت سوخت (چند نرخی کردن سوخت) در کشور غیرکارشناسانه و سخنان احساسی برخی افراد است و توزیع یارانه و سوخت بدین شکل بدون اصلاح قیمتی اتفاقاً هدفمند بوده و با نتایج مطلوب است.
صمصامی مخالف اجرای طرح هدفمند سازی یارانه‌ها برای تعییر نظام پرداخت یارانه‌ها در ایران و پرداخت مستقیم و نقدی یارانه حامل‌های انرژی همراه با اصلاح بازار این کالاها و خدمات است که مرحله اول آن در سال ۱۳۸۹ اجرا شد. او در مورد این طرح و اهداف آن رویکرد مخالفت با دلایل یکسان با جناح چپ جمهوری اسلامی و دولت برآمده از آن در دهه ۹۰ را مطرح و بیان می‌کند: «آنچه که برای من در مورد آقای احمدی‌نژاد مسلم بود این بود که او به دنبال رفع مشکلات معیشتی مردم نبود و یارانه‌ای هم که به مردم داد به خاطر ایجاد عدالت نبود بلکه هدف وی این بود که مردم را نمک‌گیر خود کند.»

### سیاست پولی و طرح ادغام همۀ بانک‌های تجاری کشور
صمصامی در زمان سرپرستی وزارت امور اقتصادی و دارایی در مورد سیاست پولی و سیستم بانکی بیان کرد ارتباطی بین نرخ سود بانکی و تورم در تئوری و عمل وجود ندارد. در این دوره طرح اصلاح نظام بانکی کشور در دست بررسی بود که ناترازی‌های بانکی را رفع کرده و چرخه خلق و امحای نقدینگی را رفع کند که عمده تورم کشور از این چرخه معیوب ناشی می‌شد. صمصامی با ورود به وزارت اقتصاد در مورد این معضل، طرحی مبنی بر ادغام کردن همه بانک‌های تجاری کشور و تشکیل یک بانک قرض‌الحسنه به‌جای ارائه داد که به انتشار عمومی طرح نیز رسید. با اجرای این طرح مکانیزم بانکداری متداول دنیا برای رقابت بین بانک‌های تجاری برای تخصیص بهینه منابع مالی به کسب و کارهای خورد و کلان به شکل بهینه جمع می‌شد و مسئولان این بانک جدید تشکل شده می‌توانستند خود تسهیلات بانکی را به شکل تکلیفی (با عنوان وام کنترل شده) و بدون توجه به نرخ تورم، سود ظاهری و سود واقعی پول (با عنوان وام قرض الحسنه) به افرادی که صلاح بدانند تخصیص دهند.

## عملکرد در دوران نمایندگی تهران در مجلس چهاردهم

### نطقها
1. وی طی نطق پیش از دستور در تاریخ ۵ اسفند ۱۴۰۳ در مجلس گفت: «بدون اصلاح نظام مالیاتی، بدون اجرای قانون مبارزه با قاچاق کالا و ارز، بدون حکمرانی پول ملی، بدون ریشه‌کن‌کردن اقتصاد زیرزمینی، بدون مبارزه با پولشویی، بدون اصلاح ساختاری بودجه، بدون جلوگیری از غارت انفال به دست صاحبان ثروت و قدرت، بدون حذف ربا … سخن از تحول اقتصادی، سرابی بیش نیست.»[۶۵]

## زندگی شخصی
حسین صمصامی مزرعه آخوند اصالتاً اهل روستای صمصام آباد مزرعه آخوند از توابع نصرآباد تفت و متولد نجف در کشور عراق است اما دوره تحصیلی ابتدایی و دبیرستان خود را شهر قم گذرانده و در این شهر موفق به اخذ مدرک دیپلم شده است. در زمان سرپرستی وزارت اقتصاد در رسانه‌ها عنوان شد وی خواهرزاده پرویز داودی، معاون اول دولت اول محمود احمدی‌نژاد است، ولی داودی در مراسم معارفه او در وزارت اقتصاد این شایعه را رد کرد.

## سوابق تحصیلی
- دکترای علوم اقتصادی از دانشگاه شهیدبهشتی تهران
- کارشناسی ارشد اقتصاد از دانشگاه شهید بهشتی تهران
- کارشناسی اقتصاد دانشگاه شهید بهشتی تهران (ورودی ۱۳۶۴)

## سوابق شغلی
- سرپرست موقت وزارت امور اقتصادی و دارایی (۱۳۸۷)
- دبیر کمیسیون اقتصادی دولت (۱۳۸۴–۱۳۸۷)
- رئیس مرکز پیشگیری از جرائم اقتصادی قوه قضائیه
- رئیس مرکز تحقیقات اقتصاد اسلامی

## تالیفات
- اقتصاد پول و بانکداری / تألیف و گردآوری: پرویز داودی، حسین صمصامی؛ ویراستار فروغ کاظمی /مرکز چاپ و انتشارات دانشگاه شهید بهشتی/ شابک :۹۷۸-۹۶۴-۴۵۷-۱۵۴-۱‬‬‬[۶۹]
- به سوی حذف ربا از نظام بانکی (از نظریه تا عمل) / تألیف: حسین صمصامی و پرویز داودی / انتشارات دانایی توانایی / ۱۳۸۹ / شابک: ‏‫‬‮‭‫‭‭978-600-5925-03-6[۷۰]
- ماخذشناسی اقتصاد اسلامی: شامل تاریخ عقاید اقتصاد اسلامی، نظام اقتصادی اسلام… (۴ جلد) / تألیف:حسین صمصامی و همکاران / انتشارات نورعلم/ ۱۳۹۷ / شابک:‬‭‭۹۷۸-۶۰۰-۱۶۹-۲۸۸-۸‬‬[۷۱]
- جعبه سیاه تضعیف ریال‮‬‏‫: نقد ساختاری و نهادی، و تبیین مولفه‌های مبنایی «نرخ برابری ارزها» در ایران‮‬‏‫/تالیف:حسین صمصامی‮‬‏‫؛ با مقدمه پرویز داوودی‮‏‫؛ هماهنگی، تنظیم و ویراست علمی روح‌الله احسانی، ارسلان ظاهری‌بیرگانی / ۱۳۹۸/ شابک:‫‬978-600-8262-24-4[۷۲]
- ترجمه: اقتصاد بین‌الملل تئوری و سیاست؛ جلد اول: تجارت بین‌الملل
- الگویی برای محاسبه مالیات بر صادرات مواد خام / تألیف: حسین صمصامی، محمد بدریان /انتشارات حانون‏‫/ ۱۴۰۱ / شابک:‫‭۹۷۸-۶۲۲-۳۰۰-۱۶۴-۲
- حذف خلق پول در نظام بانکی: ارایه الگو و بررسی خطاهای مدل‌های DSGE / تألیف: فریده خدادادی، حسین صمصامی /انتشارات نور علم ۱۴۰۳/ شابک:978-600-169-669-5[۷۳]
- نظریه‌ها و مکاتب اقتصاد کلان: مبانی فکری و فلسفی / تألیف:حسین صمصامی، محمود مختاربند / انتشارات:پژوهشگاه حوزه و دانشگاه / ۱۴۰۳/ شابک: ‏‫‭۹۷۸-۶۰۰-۲۹۸-۵۱۵-۶‬‬[۷۴]